# Markivske, Markivka
Markivske (în ucraineană Марківське) este un sat în comuna Lisna Poleana din raionul Markivka, regiunea Luhansk, Ucraina.

## Demografie
Componența lingvistică a localității Markivske
     Ucraineană (94,77%)
     Rusă (3,92%)
     Alte limbi (0,98%)
Conform recensământului din 2001, majoritatea populației localității Markivske era vorbitoare de ucraineană (94,77%), existând în minoritate și vorbitori de rusă (3,92%).